# Cilento rosato
Il Cilento rosato è un vino DOC la cui produzione è consentita nella provincia di Salerno.

## Caratteristiche organolettiche
- colore: rosa più o meno intenso.
- odore: caratteristico.
- sapore: armonico, fresco.

## Produzione
Provincia, stagione, volume in ettolitri
- Salerno  (1990/91)  71,05
- Salerno  (1991/92)  106,42
- Salerno  (1992/93)  132,05
- Salerno  (1993/94)  150,57
- Salerno  (1994/95)  140,0
- Salerno  (1995/96)  96,81